# 原島進
原島 進（はらじま すすむ、1901年5月17日 - 1972年7月27日）は、日本の衛生学者。
東京出身。1926年慶應義塾大学医学部卒。1930年「麻醉の本態に関する研究」で医学博士。慶大助手、講師、1932年米国に渡り、1935年ジョンズ・ホプキンズ大学卒、帰国して慶大助教授、1946年教授。1967年定年、名誉教授、桃山学院大学教授。WHO専門委員、中央公害審議会委員、HLO労働衛生専門委員、厚生省生活環境審議会公害部会長を務めた。工業中毒、環境生理学、社会医学を研究した。

## 著書
- 『夏の保健生活』佐藤新興生活館 新興生活叢書 1937
- 『人間有機体』医学出版部 金山文庫 1948
- 『衛生学の領域から』淡路書房 1949
- 『環境衛生学』南江堂 1950
- 『健康の科学』実業教科書 1950
- 『環境衛生と産業衛生』光生館 1966
- 『労働衛生学序説』光生館 1967

### 共編著
- 『学童と結核』志佐博共著 目黒書店 1942
- 『生活衛生学』籠山京共編 光生館 1958

### 翻訳
- 『フルトン生理学史抄』訳 東京開成館 1931
- J.F.フルトン『生理学史粋 生理学に貢献した人々と其の論文』岩波書店 1933
- 『廃棄物の処理と処分 WHO科学グループ報告書』訳 日本公衆衛生協会 1971
- Alan Bell『騒音 労働障害および公害としての』日本公衆衛生協会 1975

## 論文
- ＜原島進